# Amami
Amami (奄美市 Amami-shi?) es una ciudad en la prefectura de Kagoshima, Japón, localizada en las islas Amami, en la región de Kyūshū. Tenía una población estimada de 41 049 habitantes el 1 de marzo de 2021 y una densidad de población de 133 personas por km².

## Historia
La villa de Naze fue establecida el 1 de abril de 1908 y elevada a categoría de pueblo el 1 de octubre de 1922. Como con todas las islas Amami, el pueblo quedó bajo la administración de los Estados Unidos desde el 1 de julio de 1946 hasta el 25 de diciembre de 1953. Fue elevado al rango de ciudad el 1 de julio de 1946.
La ciudad moderna de Amami se estableció el 20 de marzo de 2006, a partir de la fusión de la ciudad de Naze, el pueblo de Kasari y la villa de Sumiyō (ambos del distrito de Ōshima).

## Geografía
Amami está localiza en la parte este y norte de Amami Ōshima, la más grande de las islas Amami, en la parte norte de la islas Ryūkyū. El área de Kasari de la ciudad es un enclave, separado de la parte principal de Amami por el pueblo de Tatsugō.

### Clima
La ciudad tiene un clima subtropical húmedo (Cfa en la clasificación climática de Köppen) con veranos largos, calurosos y húmedos e inviernos suaves. La temperatura media anual en Amami es de 21.3 °C. La precipitación media anual es de 2870 mm siendo junio el mes más lluvioso. Las temperaturas son más altas en promedio en julio, alrededor de 28.4 °C, y más bajas en enero, alrededor de 14.2 °C.
| Parámetros climáticos promedio de Amami | Parámetros climáticos promedio de Amami | Parámetros climáticos promedio de Amami | Parámetros climáticos promedio de Amami | Parámetros climáticos promedio de Amami | Parámetros climáticos promedio de Amami | Parámetros climáticos promedio de Amami | Parámetros climáticos promedio de Amami | Parámetros climáticos promedio de Amami | Parámetros climáticos promedio de Amami | Parámetros climáticos promedio de Amami | Parámetros climáticos promedio de Amami | Parámetros climáticos promedio de Amami | Parámetros climáticos promedio de Amami |
| Mes                                     | Ene.                                    | Feb.                                    | Mar.                                    | Abr.                                    | May.                                    | Jun.                                    | Jul.                                    | Ago.                                    | Sep.                                    | Oct.                                    | Nov.                                    | Dic.                                    | Anual                                   |
| --------------------------------------- | --------------------------------------- | --------------------------------------- | --------------------------------------- | --------------------------------------- | --------------------------------------- | --------------------------------------- | --------------------------------------- | --------------------------------------- | --------------------------------------- | --------------------------------------- | --------------------------------------- | --------------------------------------- | --------------------------------------- |
| Temp. máx. media (°C)                   | 17.0                                    | 17.5                                    | 19.8                                    | 23.3                                    | 26.0                                    | 29.0                                    | 32.1                                    | 31.7                                    | 30.2                                    | 26.7                                    | 23.0                                    | 19.2                                    | 24.6                                    |
| Temp. media (°C)                        | 14.2                                    | 14.6                                    | 16.6                                    | 20.0                                    | 22.6                                    | 25.6                                    | 28.4                                    | 28.1                                    | 26.6                                    | 23.3                                    | 19.8                                    | 16.1                                    | 21.3                                    |
| Temp. mín. media (°C)                   | 11.3                                    | 11.7                                    | 13.4                                    | 16.7                                    | 19.5                                    | 22.9                                    | 25.4                                    | 25.3                                    | 23.7                                    | 20.3                                    | 16.8                                    | 13.0                                    | 18.3                                    |
| Precipitación total (mm)                | 187.7                                   | 154.1                                   | 195.9                                   | 214.6                                   | 319.2                                   | 406.7                                   | 220.2                                   | 311.0                                   | 298.5                                   | 219.0                                   | 190.2                                   | 153.5                                   | 2870.6                                  |
| Horas de sol                            | 62.0                                    | 59.9                                    | 85.4                                    | 115.7                                   | 122.7                                   | 131.7                                   | 223.2                                   | 191.7                                   | 156.2                                   | 126.2                                   | 87.7                                    | 73.4                                    | 1435.8                                  |
| Humedad relativa (%)                    | 69                                      | 70                                      | 71                                      | 74                                      | 78                                      | 80                                      | 78                                      | 79                                      | 79                                      | 73                                      | 71                                      | 70                                      | 74.3                                    |
| Fuente: NOAA (1961-1990)                |                                         |                                         |                                         |                                         |                                         |                                         |                                         |                                         |                                         |                                         |                                         |                                         |                                         |

## Demografía
Según los datos del censo japonés, la población de Amami ha disminuido constantemente en los últimos 40 años.
| Gráfica de evolución demográfica de Amami entre 1950 y 2015 |
|                                                             |
| Oficina de Estadística de Japón                             |

## Ciudades hermanas
Amami está hermanada con:
- Nishinomiya, Hyōgo, Japón;
- Toyonaka, Osaka, Japón;
- Nacogdoches, Texas, EE. UU.